# Jacobo Kresa

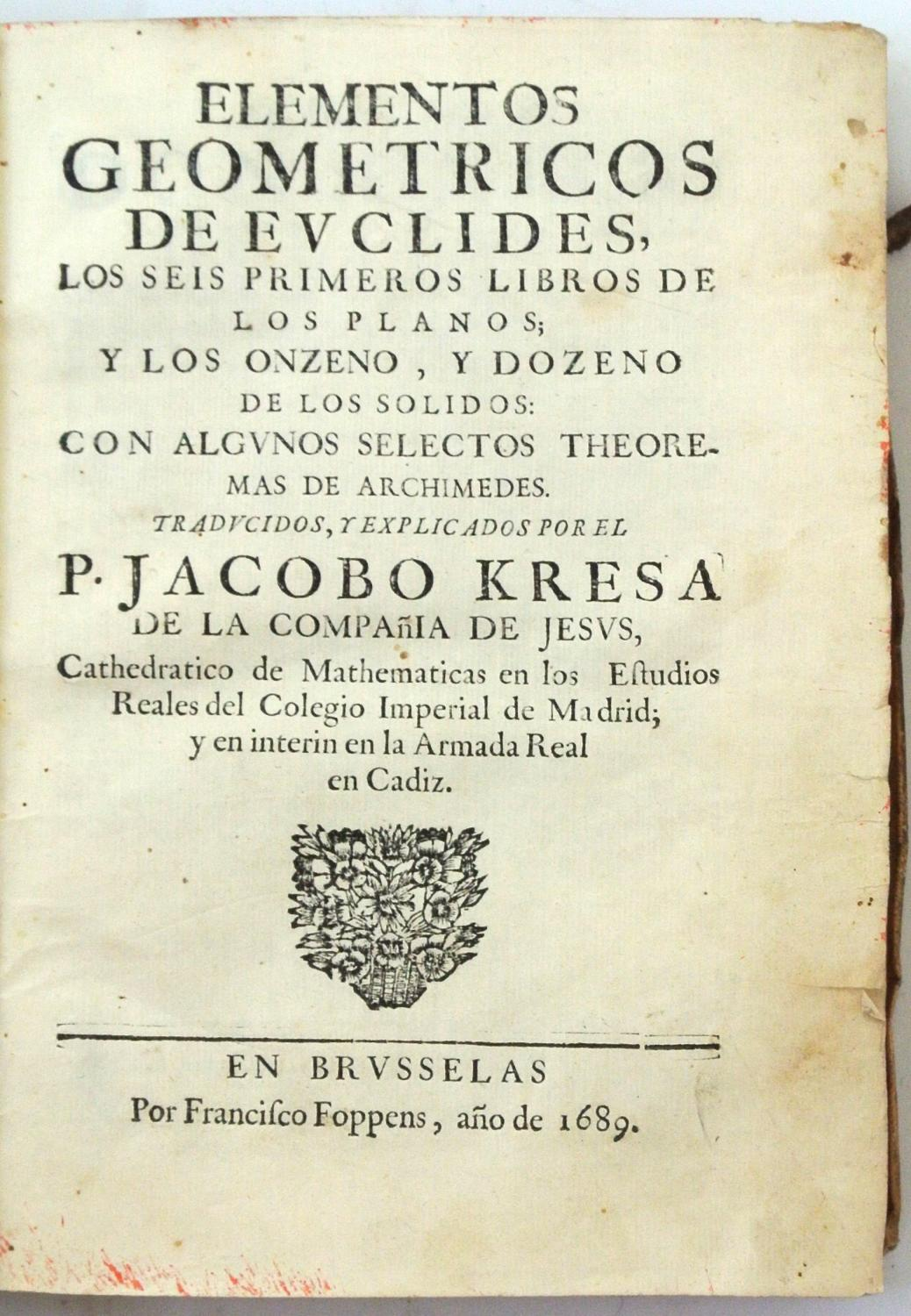
Portada de la traducción por Jacobo Kresa de los Elementos de Euclides.

Jakub Kresa (Smržice, Moravia, 19 de julio de 1648-Brno, Moravia, 28 de julio de 1715) fue un matemático y cosmógrafo jesuita checo, uno de los más importantes del barroco.

## Biografía
Hijo de una familia de modestos propietarios de Smržice, estudió en el colegio de la Compañía de Jesús en Brno, donde destacó como matemático y políglota (llegó a dominar siete lenguas, además del checo materno); entre 1669 y 1670 enseñó en el gymnasium de Litoměřice. Luego se fue a Praga, donde estudió en la Facultad de Filosofía de la Universidad Carolina entre 1670 y 1673. Tras pasar un breve tiempo en Litoměřice, regresó a Praga en 1675 y continuó sus estudios en matemáticas y teología; fue ordenado sacerdote en 1680. Después de esto, pasó una temporada en Telč (1680-1681) y en 1681 comenzó a enseñar hebreo en la Universidad de Olomouc, donde obtuvo su primer doctorado; entre 1682 y 1684 enseñó matemáticas. En Olomouc dirigió la disertación académica del matemático y astrónomo Jan Taletius, quien ideó un modelo para predecir los eclipses del sol y la luna. También se le encomendaron tareas diplomáticas: durante el levantamiento campesino del norte de Bohemia en 1680, medió entre el regimiento de caballería del general Vilém Harant z Polžic y los líderes campesinos. En 1684, Kresa dejó Olomouc para convertirse en jefe de los Departamentos de Matemáticas y Hebreo de la Universidad Carolina. También predicó en la iglesia de San Salvador en Praga. 
Para entonces ya era conocido por sus extraordinarias habilidades en matemáticas, idiomas y diplomacia, y le ofrecieron las cátedras de matemáticas del Colegio Imperial de Madrid, que aceptó; estaban vacantes tras la muerte de José de Zaragoza y Juan Carlos de Andosilla. En 1686 ya estaba en España, donde pasó quince años. Tradujo los 8 libros de los Elementos de Euclides al español, por lo que fue reconocido en todo el país; incluso lo llamaron "el Euclides de Occidente". Incluso se le confirió la potestad de evaluar los tratados matemáticos antes de su publicación. Además de en el Colegio Imperial de Madrid, también impartió en calidad de Cosmógrafo mayor clases en la Academia Naval de Cádiz, y tuvo numerosos discípulos. El capitán general de la Armada, Rodrigo Manrique de Lara, había creado una Escuela de náutica en Cádiz en 1685 y al mismo tiempo había procurado que se crease una cátedra de Matemáticas en el colegio gaditano de la Compañía de Jesús, cuyo primer profesor fue José de Cañas. En Cádiz Kresa desempeñó también esta cátedra impartiendo clases de Matemáticas, y dirigió varias tesis o certámenes matemáticos celebrados en el colegio de la Compañía; es más, codirigió las Theses matemáticas defendidas por Íñigo de la Cruz Manrique de Lara publicadas en 1688, resultado de las enseñanzas de Kresa y los matemáticos jesuitas del colegio (prob. José de Cañas). Del ambiente de Cádiz surgió precisamente la Analysis geometrica (1698) de Hugo de Omerique, uno de los textos de matemáticas más importantes realizados en la España de la época y que mereció el elogio nada pródigo de Isaac Newton. El Norte de Navegación de Antonio de Gaztañeta también llevaba una aprobación de Kresa (1692). En 1689 publicó su famosa edición castellana de los Elementos de Euclides, ampliada con varios teoremas de Arquímedes tomados de los Elementa geometricae de Andrea Tacquet, con algunas adiciones propias; incluyó además dos problemas de Hugo de Omerique y la solución a los mismos dada por este autor. Debatió con el siciliano Niccolò Coppola sobre la cuadratura del círculo y otros temas y observó un eclipse en Madrid en colaboración con Bartolomé de Alcázar en 1696. El astrónomo francés Jean Dominique Cassini se sirvió de algunas de las observaciones realizadas por Kresa en Madrid.
Tras la muerte de Carlos II en 1700 y el estallido de la guerra de sucesión española, su posición se volvió incómoda y marchó de nuevo a Austria; una vez en Praga, obtuvo otro doctorado, esta vez en teología, en la Universidad Carolina, y empezó a enseñar allí teología, mientras daba privadamente clases de matemáticas y adquiría diversos aparatos para el departamento de matemáticas. Uno de sus alumnos privados, el conde Ferdinand Herbert, publicó las ideas de Kresa en la revista Acta Eruditorum en 1711. El emperador Leopoldo I nombró a Kresa confesor de su segundo hijo, el archiduque Carlos, pretendiente al trono de España contra los borbónicos. Carlos marchó a España para asumir el trono de sus partidarios en la guerra de sucesión española y por tanto regresó a España con él (1704-1713). Tras otros nueve años en España y la derrota del archiduque Carlos, Kresa regresó a las tierras de la corona checa y trabajó con la ayuda de Karel Slavíček en teorías matemáticas en Brno, donde murió en 1715.

## Obras
- Tesis matemáticas defendidas por el ex. señor Señor Don Iñigo de la Cruz... Cádiz, colegio de la Compañía de Jesús, 1688.
- Elementos geométricos de Euclides, los seis primeros libros de los planos, los onzeno y dozeno de los solidos: con algunos selectos Theoremas de Archimedes, Bruselas, 1689, edición comentada.
- Mathematica in universitate Pragensi tradica a P. Jacobo Kreysa ... excerpta anno 1685. Manuscrito en la biblioteca del monasterio de Strahov.
- Arithmetica Tyro-Brunensis curiosa varietate et observatione communi quidem omnium fructui, sed praeprimis Tyronibus Mathematum utilis, Praga, 1715
- Analysis speciosa trigonometriae sphaericae primo mobili triangulis rectilineis, progressioni arithmeticae et geometricae, aliisque problematibus applicata, Praga, 1720.